# 翁航融
翁航融（1985年1月22日—），中国主持人、歌手、演員。2006參加华娱卫视《动感新声大赛》，獲得全国季军。2007年，参加湖南卫视音乐选秀节目《2007快乐男声》。2010年，发行首张迷你专辑《梦航行》，参演电影《谎言大作战》。

## 作品

### 主持节目
- 《天下娱乐通》
- 《七喜冰爽美食特搜》
- 《YOUNG WALKER》
- 《阳光美丽私家医》
- 《娱乐台势力》

## 外部連結
- 翁航融 新浪微博 （页面存档备份，存于）